# 赵县
赵县是河北省石家庄市下辖的一个县，古为赵州之地，位于石家庄东南部。縣人民政府駐趙州鎮。

## 地理
赵县地势为太行山山前平原，地势平坦，自然坡降仅为0.4%，为大陆性季风气候，夏季炎热多雨，冬季寒冷干燥，年平均气温为12.4℃，1月平均气温为-4.3℃，7月为26℃，河流都是季节性的，属于海河流域的上游。

## 歷史
据史书记载，赵县已经有2500多年的历史。商朝时赵县为方国。现为省级历史文化名城。赵县古时也称为平棘县，为赵州州治，是东汉时刘秀称帝的地方。赵县是赵郡李氏的故籍的一部分。

## 人口
根據第七次人口普查數據，截至2020年11月1日零時，趙縣常住人口為505366人。

## 经济开发
粮食作物以小麦为主，该县特产雪花梨，产量也非常大，这种梨个大，含糖量高，有一种特殊的香味，但是细胞较粗。现在该县也开始发展多品种的梨种植。
20世纪末在赵县境内发现了石油蕴藏，现在是华北油田的一部分。

## 行政区划
赵县下辖7个镇、4个乡：
赵州镇、范庄镇、北王里镇、新寨店镇、韩村镇、南柏舍镇、沙河店镇、王西章镇、谢庄镇、前大章乡和高村乡。

## 交通
- 308国道过境。

## 名胜古迹
赵县境内有全国重点文物保护单位5处，分别为：
- 位于县城中间的陀罗尼经幢，高16.11米，是世界现存的最大的石经幢；
- 县城南面的安济桥（赵州桥），是世界最早的肩拱桥，保存至今也是建筑史上的奇迹；
- 金代修建的永通桥；
- 大观圣作之碑
- 柏林寺塔

另外，境内还有河北省文物保护单位7处，分别为：
- 古宋城址
- 各子墓群
- 禅林寺舍利塔
- 宋村遗址
- 许家郭汉墓
- 李宪墓
- 双庙遗址